# Erastus Bernard Tyler
Erastus Bernard Tyler (24 avril 1822 - 9 janvier 1891) était un homme d'affaires, commerçant et soldat américain. Il est général dans l'armée de l'Union pendant la guerre de Sécession et participe à de nombreux combats sur le théâtre oriental, avant de recevoir le commandement des défenses de Baltimore, Maryland. Il commande brièvement le VIII corps.

## Avant la guerre
Erastus B. Tyler naît à West Bloomfield, New York, et suit sa scolarité dans les écoles ordinaires. En tant que jeune homme, il déménage à Ravenna, Ohio, et est diplômé de ce qui est alors connu comme le Granville College (maintenant l'université Denison). À l'âge de 23 ans, il ouvre une entreprise réussie de commerce de fourrures dans la Virginie occidentale.

## Guerre de Sécession
Avec le déclenchement de la guerre de Sécession, Tyler aide à lever et recruter le 7th Ohio Volunteer Infantry (7th OVI) dans le nord-est de l'Ohio. Il est élu en tant que premier colonel du régiment, avec John S. Casement (en) comme commandant. Après la formation et l'organisation initiales, Tyler et le 7th OVI sont envoyés à l'ouest de la Virginie, en août 1861. Lors de la bataille de Kessler's Cross Lanes , le 26 août 1861, le régiment de Tyler est surpris dans son camp par la brigade confédérée commandée par le brigadier général John B. Floyd, qui a traversé la rivière Gauley (en) sans être détectée et qui attaque. Pressé par un ennemi numériquement supérieur et plus expérimenté, le 7th Ohio Infantry se retire, puis est mis en déroute sur le terrain.
Au début 1862, le général Frederick W. Lander donne à Tyler le commandement d'une brigade, qui est ensuite affectée à la division commandée par James Shields et, plus tard, par Nathan Kimball. Tyler est promu brigadier général 14 mai 1862. Sa brigade est impliquée dans plusieurs engagements au cours de la campagne de la vallée contre les confédérés de Stonewall Jackson, y compris la première bataille de Winchester. Tyler est au commandement des forces de l'Union engagées lors de la bataille de Port Republic. Lors de l'une des plus disputées et sanglantes batailles de la campagne, Jackson force Tyler à se retirer.
Avec la réorganisation de l'armée du Potomac à la suite de la campagne de Virginie du Nord, Tyler reçoit le commandement de la 1st brigade de la 3rd division, du V corps. La brigade de Tyler est impliquée dans la campagne du Maryland et lors de la bataille de Fredericksburg, ainsi que dans la marche dans la boue avant d'aller prendre ses quartiers d'hiver. Ses troupes participent à la série d'attaques vaines contre les confédérés bien retranchés sur Marye's Heights, à Fredericksburg. Tyler est blessé et perd une partie importante de sa brigade dans la cinquième vague d'attaque de l'Union.
Au printemps de 1863, Tyler combat de nouveau lors de la bataille de Chancellorsville. Sa brigade joue un rôle en aidant à stabiliser le flanc droit du III corps de l'Union en contrant l'assaut de la brigade de Géorgie d'Alfred Colquitt (en) dans les bois épais qui rendent difficile aux deux camps de se voir les uns les autres. Les fédéraux continuent jusqu'à ce que Tyler vient à manquer de munitions et que des renforts confédérés tournent le flanc droit fédéral.
Peu après la bataille, trois des quatre régiments de sa brigade sont libérés du service, le terme de leur engagement ayant expiré. Laissé sans commandement sur le terrain, Tyler retourne à Washington D.C. en attendant une affectation. En juin, il est affecté aux défenses de Baltimore, Maryland. Il y reste stationné jusqu'à la fin de la guerre, et épouse une femme de la ville. Il commande le VIII corps du 28 septembre 1863 au 10 octobre 1863, succédant à Robert C. Schenck.
Au cours de la bataille de Monocacy en juillet 1864, Tyler commande deux régiments d'engagés pour cent jours (en) inexpérimentés qui résistent victorieusement à de nombreuses tentatives confédérées de capture du pont de Jug sur la route à péage de Baltimore. Le pont est d'une grande importance stratégique, car il protège l’extrémité du flanc droit de l'Union. C'est aussi l'itinéraire utilisé par l'armée de l'Union lors de leur retraite vers Baltimore.
À la fin de la guerre, Tyler est inclus dans la liste globale de promotions qui reconnaît les officiers de l'Union pour leur « bravoure et service méritoire ». Il est breveté major général, en date de mars 1865. Le 24 août 1865, il quitte le service actif de l'armée.

## Après la guerre
Tyler et son épouse restent à Baltimore après la guerre et fondent une famille. Il acquiert une place sociale d'importance, et obtient un mandat de receveur des postes de la ville, une position honorifique.
Erastus Tyler meurt à l'âge de 68 ans et est enterré dans le cimetière de Green Mount (en) de Baltimore.